# Haydar Mirza
Muhàmmad Mirza Haydar conegut com a Haydar Mirza (1499/1500-1551) fou un historiador persa mongol. Era net de Yunus, kan de Txagatai, i cosí de Baber, emperador de l'Índia.
Els emirs dughlats al Txagatai, a part de la línia principal, van formar diverses línies amb principats menors segons el repartiment del Moghulistan del 1425. Aquestos principats menors van estar a vegades enfrontats amb el kanat principal. Muhammad Haydar (avi de l'historiador Muhammad Haydar Mirza) va combatre aliat al kan genguiskhànida Yunus i al timúrida Abu Mirza contra Abu Bakr Mirza; els seus fills Muhammad Husayn Kurkan i Sayyid Muhammad van dubtar contínuament entre els amirs dughlat, els kans genguiskhànides, i els timúrides i el primer per un temps van estar als servei dels uzbeks; precisament l'uzbek Shaybani Khan va fer matar Muhammad Husayn a Herat (1508); després d'aquest assassinat el seu fill Muhammad Haydar Mirza, va fugir a Bukharà i a Kabul on va arribar el 1509 i fou acollit per Baber; va combatre contra els uzbeks i va participar en la reconquesta de Bukharà i Samarcanda; el 1512 va anar a Fergana on va servir al príncep mongol Said Khan i va rebre el títol de gurgan (gendre) i va anar amb ell a Kaixgar i Yarkand el 1514. Sota l'imperi de Moghulistan restablert per Said va ocupar una posició principal i va dirigir diverses expedicions a llocs com Badakhxan (1528-1529), Kafiristan (vers 1530), Ladak (vers 1530) i Tibet (vers 1529). Després de la conquesta de Kaixgar per Said Khan (1514) fou nomenat governador de Ladak que va conquistar pel kan mogol.
A la mort de Said Khan (1533) va pujar al tron Abd al-Rashid, hostil a la dinastia dughlat. Llavors va abandonar el servei a Moghulistan i va entrar al servei dels timúrides contra els que havia lluitat al Badakhxan fins al 1529/1530. El 1541 va conquerir Caixmir on va fundar un estat independent, encara que nominalment el sobirà local Nazuk Shah apareixia a les monedes i més tard es van emetre en nom de l'emperador mogol Humayun. Va morir durant una revolta popular el 1551.
Sent sobirà de Caixmir va escriure (vers 1541-1544) el Tarik-i Rashid, una història del regnat d'Abd al-Rashid de Moghulistan, i en general d'aquest kanat.